# フレイルチェスト

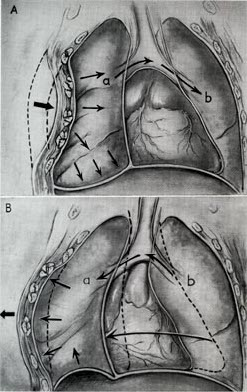
フレイルチェストの病態生理。上は吸気の過程、下は呼気の過程

フレイルチェスト（胸壁動揺）とは、単独ないし複数の各肋骨において二箇所以上の骨折をきたし、患者の呼吸運動によって起こる胸腔内圧に対し他の肋骨とは独立した運動をみる肋骨骨折様式。動揺胸郭とも呼ぶ。激痛を伴い患者の呼吸を著しく障害する。

## 病理
通常呼気時に肋骨は尾側に回転し肺を押し縮めるが、二箇所以上で骨折した肋骨は胸腔内圧の上昇により逆に遠位に動揺する。吸気時には胸腔内圧（陰圧）により近位に動揺する。
まるで中世の武器のフレイルのように肋骨が動揺するさまから来ている。

## 応急手当て
動揺を最小限にする。

### 手技
布などを厚手にし骨折面をゆっくりしっかりと押さえる。
押さえたものをテープなどで体幹に固定する。（半周テーピング）

## 治療
気管挿管を行ない、鎮静して人工呼吸器による管理を行うことで、胸郭の動揺を最小限にする。但し、月余に渡る鎮静や挿管管理は困難であり、数日にとどめる。血胸や気胸は必発であり、緊張性気胸を起こしていれば予後は悪い。